# Episodi di LEGO Ninjago (ottava stagione)
L'ottava stagione, della serie animata Ninjago: Masters of Spinjitzu, sottotitolata I figli di Garmadon (Sons of Garmadon ), composta da dieci episodi, è stata trasmessa negli Stati Uniti d'America su Cartoon Network dal 20 gennaio al 24 marzo 2018.
Questa stagione è la prima a usare i design dei ninja del film.
La stagione è andata per la prima volta in onda in Australia il 20 gennaio 2018 su Cartoon Network ed è finita il 24 marzo.
In Italia è stata trasmessa sempre sul canale Cartoon Network dal 9 febbraio al 20 aprile 2018.
La stagione è stata aggiunta su Netflix Italia nell’estate 2021.
La stagione introduce una gang di criminali chiamati Figli di Garmadon comandati da un misterioso nuovo cattivo denominato Il silenzioso. La trama segue i ninja che tentano di fermare la gang, che vuole mettere insieme le tre maschere oni per resuscitare la parte malvagia di Garmadon. La stagione si conclude con la resurrezione di Garmadon che prende il controllo di Ninjago, e gran parte dei ninja che si disperdono nel Primo Regno, da cui tenteranno di scappare nella stagione successiva.
| nº | Titolo originale            | Titolo italiano               | Prima TV Australia | Prima TV USA   | Prima TV Italia |
| -- | --------------------------- | ----------------------------- | ------------------ | -------------- | --------------- |
| 1  | The Mask of Deception       | La maschera dell'inganno      | 20 gennaio 2018    | 16 aprile 2018 | 9 aprile 2018   |
| 2  | The Jade Princess           | La principessa di Giada       | 27 gennaio 2018    | 23 aprile 2018 | 10 aprile 2018  |
| 3  | The Oni and The Dragon      | L'oni e il drago              | 3 febbraio 2018    | 30 aprile 2018 | 11 aprile 2018  |
| 4  | Snake Jaguar                | Giaguaro Serpente             | 10 febbraio 2018   | 7 maggio 2018  | 12 aprile 2018  |
| 5  | Dead Man's Squall           | Il grido di chi non c'è più   | 17 febbraio 2018   | 14 maggio 2018 | 13 aprile 2018  |
| 6  | The Quiet One               | Il maestro Wu                 | 24 febbraio 2018   | 21 maggio 2018 | 16 aprile 2018  |
| 7  | Game of Masks               | Il gioco delle maschere       | 3 marzo 2018       | 22 aprile 2018 | 17 aprile 2018  |
| 8  | Dread on Arrival            | Il rito                       | 10 marzo 2018      | 23 aprile 2018 | 18 aprile 2018  |
| 9  | True Potential              | Il ritorno di Garmadon        | 19 marzo 2018      | 24 aprile 2018 | 17 aprile 2018  |
| 10 | Big Trouble, Little Ninjago | Grosso guaio, piccola Ninjago | 24 marzo 2018      | 25 aprile 2018 | 20 aprile 2018  |

## La maschera dell'inganno
- Titolo originale: The Mask of Deception
- Diretto da: Peter Hausner
- Scritto da: Bragi Schut, Dan Hageman e Kevin Hageman

### Trama
È passato un anno da quando il Maestro Wu è stato perso nel tempo. I Ninja sono disseminati in Ninjago in missioni attive, ma sono costretti a riorganizzarsi quando una potente reliquia viene rubata da “I Figli di Garmadon”. I ninja vengono a conoscenza dell'importanza delle tre "Maschere di Oni”e viene a loro chiesto di proteggere la famiglia reale e la loro maschera Oni (La Maschera dell'Inganno) da i figli di Garmadon, e da richiesta della principessa Harumi, di restare a palazzo con loro fino a quando la minaccia non passa. Lloyd, mentre mandato a sorvegliare la Maschera dell'Inganno sente un rumore dunque scruta nella stanza della principessa Harumi, ma non la trova.

## La principessa di Giada
- Titolo originale: The Jade Princess
- Diretto da: Jens Møller
- Scritto da: Bragi Schut, Dan Hageman e Kevin Hageman

### Trama
Lloyd segue un sospetto rapitore ma scopre che è la principessa Harumi e si dirigono entrambi verso dei poverelli per dargli del cibo, preso da Harumi, e Mr. Hatchins li trova ed esige di accompagnare lui stesso la principessa a casa e da lì Lloyd sospetta di costui. Nel frattempo due Figli di Garmadon disturbano Ultra Violet che si dirige al palazzo reale furente, per sbaglio Kai distrugge la Maschera dell'Inganno, ma Hutchins aveva nascosto quella vera e la consegna a Lloyd e gli dice di scappare insieme ad Harumi e gli altri Ninja. Purtroppo i genitori di Harumi e Hutchins non ce la fanno, ma i Ninja promettono alla principessa di scoprire chi è stato l'artefice.

## L'oni e il drago
- Titolo originale: The Oni and The Dragon
- Diretto da: Trylle Vilstrup
- Scritto da: Bragi Schut, Dan Hageman e Kevin Hageman

### Trama
I Ninja decidono che Nya e Kai restino con Harumi mentre tutto gli altri, tranne Kai, vanno a reperire informazioni a una sala da tè. Lloyd e Jay restano a sentire la storia di Oni e del Drago, e una volta ascoltata scoprono che i figli di Garmadon vogliono resuscitare quest’ultimo, ma nella sua forma oscura. Cole e Zane si intrufolano in un posto che sembrerebbe essere una sorte di covo per I Figli di Garmadon, riescono a entrare lì per avere seguito Mrs. Ultra Violet è Mr. E. Cole viene catturato e Zane decide di fare il doppio gioco per sconfiggere I Figli di Garmadon dall'interno.

## Giaguaro Serpente
- Titolo originale: Snake Jaguar
- Diretto da: Michael Helmuth Hansen
- Scritto da: Dan Hageman e Kevin Hageman

### Trama
L'episodio inizia con un flashback, dove il dottor Julien riceve la prima visita di Wu che gli chiede dove si trova Zane, mentre si incamminano verso di lui Julien racconta a Wu che nell'ultimo periodo a ricevuto la visita anche di un altro signore, e Wu capisce che si tratta del Maestro del Ghiaccio, arrivando da Zane si presenta e gli dice che si rivedranno è che gli chiederà molto di più. Dopo Zane, Violet e Mr. E si dirigono verso un altro covo per presentare a Zane il capitano. Purtroppo il reclutatore decide che prima avrebbe dovuto vincere una gara di moto, però Zane scopre che il comandante viene chiamato Il Silenzioso. Nel frattempo, Cole scopre che la chiave per conquistare la Maschera dell'Odio è dentro la stanza davanti alla cella dov’è prigioniero, così si libera ed entra nella stanza, dove non c’è una chiave, ma un bambino e Violet fa “visita” a Cole che chiude quest’ultima nella stanza mentre lui scappa con il bambino. In seguito la copertura di Zane salta e si ritrova a combattere contro Mr. E. Zane scopre che Mr. E è un Nindroide e viene brutalmente sconfitto in combattimento.

## Il grido di chi non c'è più
- Titolo originale: Dead Man's Squall
- Diretto da: Frederik Budolph-Larsen
- Scritto da: Bragi Schut

### Trama
Zane subisce gravissimi danni dopo avere combattuto contro Mr. E. Nel frattempo sulla Destiny Bounty il neonato causa problemi a Lloyd, Kai, Jay e Cole ma Harumi lo tranquillizza. Intanto si scopre che il Samurai X è in realtà Pixel, ma Il Silenzioso si infiltra nel suo sistema e rapisce Harumi Lloyd cerca di salvarla buttandosi anche lui dalla Bounty è il resto del gruppo precipita, mentre Lloyd e Harumi si sono persi nella giungla.

## Il maestro Wu
- Titolo originale: The Quiet One
- Diretto da: Jens Møller
- Scritto da: Bragi Schut

### Trama
Mentre Lloyd e Harumi si avventurano nelle profondità di Primeval's Eye alla ricerca della terza maschera Oni, il tentativo dei ninja di aggiustare la Bounty fallisce, ma scoprono che il bambino è misteriosamente cresciuto più velocemente e ora può parlare, poi si rendono conto che è Wu, che si sta riprendendo dall'eccessivo uso della lama dell'Inversione. Intanto i Figli di Garmadon stanno andando alla Bounty. Mentre i Ninja cercano di riavviare la Bounty, scoprono che il messaggio criptografato di Mr. E è stato diretto al Silenzioso che era sul Bounty mentre volavano attraverso Il grido di chi non c'è più. È allora che realizzano che Harumi è il Silenzioso. Nel frattempo, i Figli di Garmadon attaccano la nave e sono pronti a usare le loro due maschere contro il Ninja. Dall'altro lato, Lloyd e Harumi stanno cercando il Tempio Oni, quando trovano una barca con le insegne di SOG Usano la barca sul fiume, ma una misteriosa creatura artigliata sott'acqua a forma di aragosta distrugge la barca. Lloyd e Harumi fuggono dal mostro e cadono giù dalla cascata, conducendoli a trovare il Tempio Oni, vedendo che Harumi sorride furbescamente.

## Il gioco delle maschere
- Titolo originale: Game of Masks
- Diretto da: Trylle Vilstrup
- Scritto da: Dan Hageman e Kevin Hageman

### Trama
L'episodio si apre con un ricordo di Harumi. È con sua madre e suo padre da piccola in un appartamento, l'edificio di colpo si spacca i tre cercano di scendere al piano inferiore, ma le scale sono distrutte, allora usano l'ascensore, ma è occupato, quindi fanno scendere solo Harumi. Purtroppo i suoi genitori non ce la fanno e l'infermiera le fa delle domande e dato che lei non risponde le dicono -Però, sei un tipo silenzioso. Dopo Lloyd e Harumi sono nel tempio per cercare la maschera dell'odio, nel frattempo gli altri Ninja scoprono che è Harumi e Il Silenzioso. Lloyd e Harumi trovano la maschera, dell'odio ma Harumi la prende e scappa con gli altri della sua banda. L'episodio finisce che Harumi riesce a iniziare il Rito.

## Il rito
- Titolo originale: Dread on Arrival
- Diretto da: Michael Helmuth Hansen
- Scritto da: Bragi Schut, Dan Hageman e Kevin Hageman

### Trama
I Ninja tornano a Ninjago e vanno alla stazione di polizia per chiedere aiuto per fermare il ritorno di Garmadon e salvare Lloyd. Il commissario della polizia è d'accordo e si prevede di attaccare i Figli di Garmadon al calare della notte. Nel frattempo Harumi, alias "Il Silenzioso", torna al Palazzo dei Segreti che è in realtà il Tempio della Resurrezione per pianificare la cerimonia. Harumi minaccia la vita di Misako se i Ninja arrivano e interrompono la cerimonia Lloyd dice ad Harumi di lasciare sua madre fuori del loro conflitto perché era solo tra di loro. Harumi rompe di nuovo il cuore di Lloyd dicendo che non c'è mai stato niente tra loro. Harumi si allontana e incomincia a fischiare la sua strisciante ninna nanna. In più tardi è notte e la Polizia invade il Tempio per distrarre i membri del Figli di Garmadon in modo che il Ninja possa fermare Harumi e la cerimonia. Harumi dà inizio alla cerimonia e raggiunge il regno abbandonato con le maschere Oni per ottenere Lord Garmadon. Nel frattempo, i Ninja si nascondono nell'ombra e mettono fuori combattimento Luke Cunningham e alla fine raggiungono la parte della risurrezione del tempio. I Ninja vedono Harumi raggiungere Garmadon, ma quando sentono la voce di Garmadon, entrano rapidamente per fermare la cerimonia. Le cose si fanno difficili quando devono anche salvare Lloyd e Misako e fermare i Figli di Garmadon. Nya e Cole salvano Lloyd e Misako mentre Jay, Kai e Zane assumono i membri dei figli di Garmadon e cercano di fermare la cerimonia. Lloyd e i Ninja devono combattere il campo di forza che circonda Harumi e il portale usando Spinjitzu. Lloyd entra nel cerchio e colpisce Harumi fuori dal centro e interrompe la cerimonia. La polizia arriva correndo verso la parte della risurrezione del tempio e inizia ad arrestare membri dei Figli di Garmadon. I ninja escono sulle scale del palazzo vittoriosi, venendo acclamati, e Lloyd, da lì, vede Harumi che viene scortata su una macchina della polizia. Lloyd si avvicina e Harumi cerca compassione, ma il ninja verde le sbatte le portiere in faccia. Intanto, al tempio della resurrezione, un braccio nero esce dall'altare: Garmadon è resuscitato lo stesso.

## Il ritorno di Garmadon
- Titolo originale: True Potential
- Diretto da: Jens Møller
- Scritto da: Bragi Schut, Dan Hageman e Kevin Hageman

### Trama
Durante il giorno, Lord Garmadon attacca la centrale della polizia distruggendola con un furgone e libera Harumi; poi insieme vanno alla prigione di Kryptarium dove sono rinchiusi gli altri Figli di Garmadon. Nel frattempo i Ninja, ignari del ritorno di Garmadon, festeggiano cantando insieme, ma Lloyd ha ancora il cuore spezzato dalla delusione e dal tradimento di Harumi. Quando scoprono che Lord Garmadon è risorto, si dirigono alla centrale della polizia per scoprire cosa sia accaduto. Intanto Harumi insegna a Garmadon che anche lui può sbloccare dei poteri oscuri raggiungendo il suo vero potenziale, e per farlo dovrà sconfiggere suo figlio Lloyd. Nel frattempo i Ninja decidono di stare alla larga dalla prigione di Kryptarium per pensare a un piano migliore, ma Lloyd, offuscato dal passato, inganna i Ninja e va da solo alla prigione, usando il suo veicolo, per affrontare suo padre e cercare di salvarlo nuovamente, convinto che possa farcela. Ma il Garmadon che è stato riportato in vita è pura malvagità e distruzione, privo di emozioni e sentimenti verso il figlio, poiché la parte resuscitata è solo quella oni. I due combattono, mentre Harumi registra lo scontro mandandolo in onda in tutta Ninjago. Lloyd si rende conto che non può più fare nulla per salvare il padre e cerca di difendersi dai suoi nuovi poteri ma, dopo un lungo combattimento, Garmadon sconfigge Lloyd lanciandolo fuori dalla prigione, spaccando la parete e lasciandolo per terra sulla sabbia, sfinito e dolorante. Poi Garmadon, Harumi e i Figli di Garmadon si preparano per tornare a Ninjago City, lasciando vivo Lloyd per potergli mostrare il futuro impero del padre.

## Grosso guaio, piccola Ninjago
- Titolo originale: Big Trouble, Little Ninjago
- Diretto da: Trylle Vilstrup
- Scritto da: Dan Hageman e Kevin Hageman

### Trama
Misako si trova in un appartamento, dove è stata messa al sicuro insieme al piccolo. Quest'ultimo disegna su alcuni fogli di carta il luogo dove vuole che venga portato Lloyd: il negozio di tè di Mistaké. Nel frattempo Garmadon attacca un villaggio e crea un enorme mostro di roccia. Lloyd viene portato da Mistaké, che lo cura usando un particolare tipo di tè che richiede la presenza di persone con poteri elementali, con il rischio di perderli. Fortunatamente i Ninja riescono a tenere i loro poteri e Kai, Jay, Cole e Zane combattono contro il mostro di roccia nel centro di Ninjago City. Lloyd si risveglia, ma non riesce più a usare i suoi poteri (i suoi occhi sono tornati del loro colore originale). Insieme a Nya, Lloyd aiuta Misako e scappa via insieme al piccolo Wu mentre Garmadon combatte contro Nya e Misako. Lloyd viene raggiunto da Harumi, che indossa la Maschera dell'Odio e lo insegue. Lloyd riesce a scappare e cerca di tornare sul Bounty insieme agli altri Ninja, ma viene afferrato da Harumi. Per fortuna riesce a lanciare Wu, che viene preso al volo da Cole. Il mostro di roccia afferra la Bounty e cerca di schiacciarlo. Non avendo altra via di fuga, i Ninja usano il tè del viaggiatore, che Mistaké aveva dato loro poco prima, e spariscono esattamente mentre la Bounty viene distrutta. Lloyd è devastato, ma non si lascia abbattere, scappa da Harumi e si riunisce con Nya, Misako e P.I.X.A.L.. Lord Garmadon ottiene finalmente il controllo su Ninjago. Nel frattempo, i ninja si risvegliano insieme a Wu in un luogo che non riconoscono, ma capiscono dove si trovano quando vedono dei draghi volare nel cielo sopra il mare: il Regno degli Oni e dei Draghi, nonché il Primo Regno.